# 儒宗神教
儒宗神教，又稱聖堂、善堂、聖門、儒門、儒宗聖教、儒宗鸞教，是一種以儒家教義為主，經由扶鸞來傳達神意的台灣傳統宗教，在清朝時由中國傳播至台灣。是鸞堂信仰中的一支，屬於多神信仰，奉祀道教神明與佛教神明，主張三教合一但特別重視儒家教義。在台灣分為恩主公信仰與一貫道兩個主流，一貫道與慈惠堂皆是屬於這個派別的台灣新興宗教。

## 概論
扶鸞在清朝時傳入台灣，在日治台灣時期形成儒宗神教。學者鄭志明認為最早源自文人箕堂、中興宣講、民間教團。學者潘朝陽認為，儒家神宗的興起，與台灣遭到日本統治，傳統人士希望經由宣揚儒教來抵抗異族統治有關。學者李世偉認為，儒家神宗是因為現代文化思潮進入台灣，造成對傳統社會的衝擊，以及在日本同化政策下，傳統儒教保守人士為了維擊民族認同，反對日本統治而產生。
儒教神宗的名稱來自楊明機於1919年經由扶鸞而命名，取義於「以儒為宗，以神傳教」。在日治台灣時期，台灣總督府稱為降筆會，將他們視為是邪教來取締。在台灣戒嚴時期，中華民國政府對於儒宗神教也採取限制打壓的手段。